# Tillomorpha corticina
Tillomorpha corticina är en skalbaggsart som beskrevs av Louis Alexandre Auguste Chevrolat 1862. Tillomorpha corticina ingår i släktet Tillomorpha och familjen långhorningar. Inga underarter finns listade i Catalogue of Life.